# 栃木県道217号鹿沼停車場線

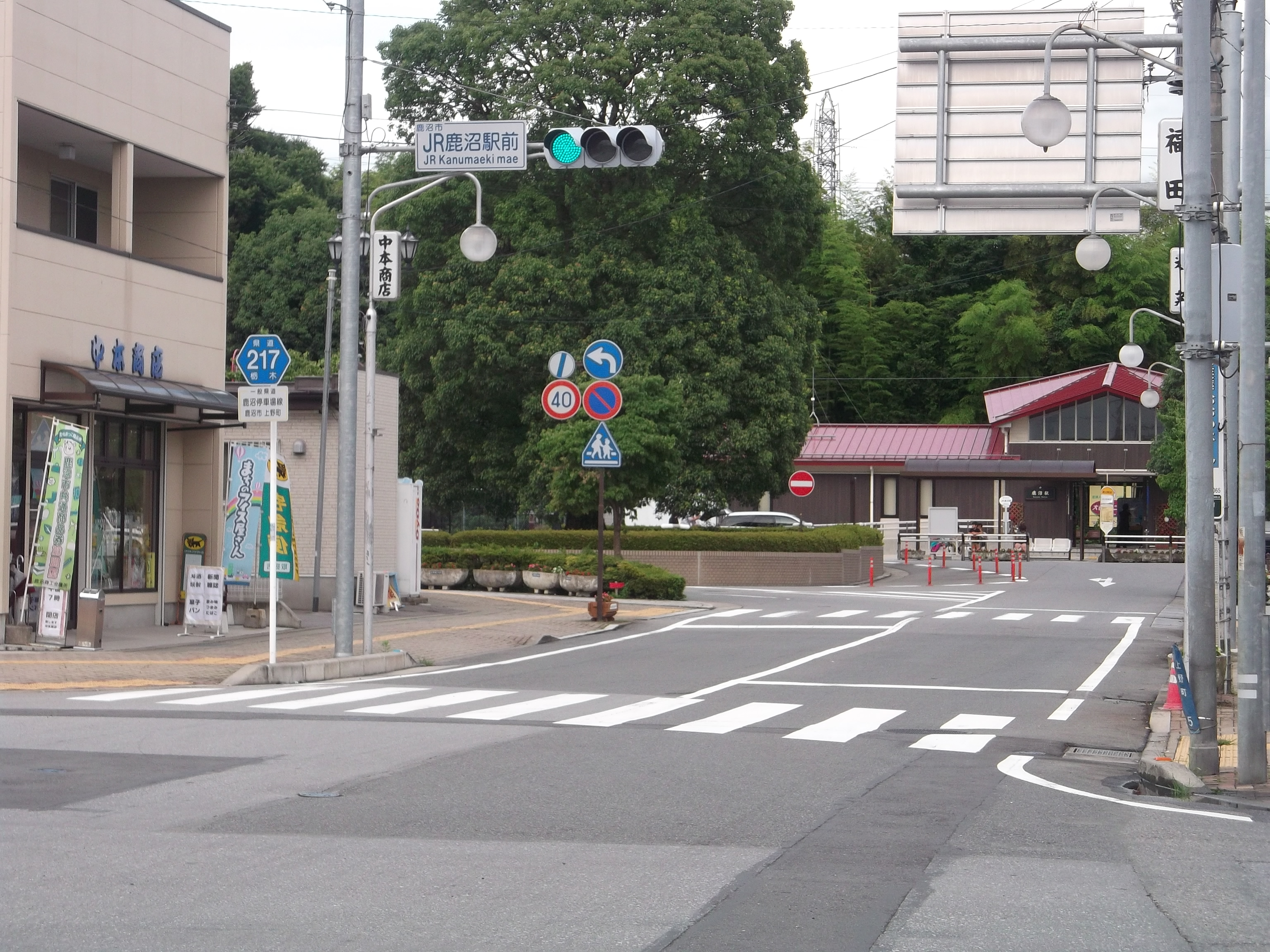
鹿沼駅前交差点より鹿沼駅方面

栃木県道217号鹿沼停車場線（とちぎけんどう217ごう かぬまていしゃじょうせん）は、栃木県鹿沼市を通る一般県道である。

## 概要
東武新鹿沼駅と並ぶ鹿沼市の玄関口・JR鹿沼駅と国道293号を結ぶ道路である。
終点のJR鹿沼駅前交差点から南東に延びる上野町交差点までの区間は、県道宇都宮鹿沼線の旧道であり、本県道の終点はかつて同県道の終点でもあった。

## 路線データ
- 総延長：0.058km
- 実延長：0.058km
- 起点：栃木県鹿沼市上野町（鹿沼停車場）
- 終点：栃木県鹿沼市上野町（JR鹿沼駅前交差点=国道293号交点）
- 認定：1961年（昭和36年）4月1日

## 歴史
- 1961年（昭和36年）4月1日 - 一般県道鹿沼停車場線として認定。

## 地理

### 通過する自治体
- 鹿沼市

### 交差する道路
- 国道293号（鹿沼市上野町・JR鹿沼駅前交差点＝終点)

## 沿線施設
- JR日光線 鹿沼駅